# Stupeur et Tremblements (film)
Pour l’article homonyme, voir Stupeur et Tremblements pour le roman.
Pour plus de détails, voir Fiche technique et Distribution.
Stupeur et Tremblements est un film franco-japonais réalisé par Alain Corneau, adapté du roman du même nom d’Amélie Nothomb, tourné en 2002 et sorti en 2003.

## Synopsis
Amélie (interprétée par Sylvie Testud), une jeune femme belge ayant vécu son enfance au Japon, décide d’y retourner pour y vivre et tenter de s’intégrer à la société japonaise en y travaillant comme interprète. Engagée dans une multinationale tokyoïte, elle imagine (naïvement) que sa parfaite connaissance de la langue japonaise lui en ouvrira toutes les portes. Elle va malheureusement découvrir à ses dépens la hiérarchie pesante et incontournable régissant le monde du travail nippon, dont celle de sa supérieure directe, la belle et troublante mademoiselle Fubuki Mori. Elle va accumuler les erreurs, principalement par ignorance - ou oubli - de certains codes essentiels, dont celui - et pas le moindre chez les Japonais - de l'honneur. Sa déchéance au sein de la société l'entraînera vers les niveaux les plus bas de l'entreprise mais, résolue à honorer son contrat d'un an, elle mènera avec courage jusqu'au bout cette expérience traumatisante dont elle tirera tous les enseignements qui la propulseront plus tard sur une autre voie, celle des succès littéraires.

## Fiche technique
Sauf indication contraire, les informations mentionnées dans cette section peuvent être confirmées par la base de données cinématographiques Unifrance,  présente dans la section « Liens externes ».
- Titre original : Stupeur et Tremblements[1]
- Réalisation : Alain Corneau
- Scénario : Alain Corneau, d'après le roman du même nom d'Amélie Nothomb
- Musique : extraits des Variations Goldberg de Jean-Sebastien Bach interprétées au clavecin par Pierre Hantaï
- Décors : Philippe Taillefer et Valérie Leblanc
- Costumes : n/a
- Photographie : Yves Angelo
- Son : Pierre Gamet, Armelle Mahé, Mineharu Kitamura[2]
- Montage : Thierry Derocles
- Production[2] : Alain Sarde
  - Production déléguée : Christine Gozlan et Kenzō Horikoshi
- Sociétés de production[3] : Les Films Alain Sarde, Divali Films, France 3 Cinéma et Canal+
- Sociétés de distribution[1] : Bac Films (France) ; Cinéart (Belgique) ; Christal Films / Lions Gate Films (Québec) ; Frenetic Films (Suisse romande)
- Budget : 5,32 millions d’ €[4]
- Pays de production :  France,  Japon
- Langues originales : japonais (dialogues), français (voix off)
- Format[5] : couleur - 35 mm - son Dolby
- Genre : comédie dramatique
- Durée : 107 minutes
- Dates de sortie[6] :
  - France : 12 mars 2003
  - Suisse romande : 19 mars 2003[7]
  - Belgique : 26 mars 2003[8]
  - Québec : 12 mai 2003[9]
  - Japon : 21 juin 2003 (French Film Festival)
- Classification[10] :
  - France : tous publics[11]
  - Suisse romande : interdit aux moins de 10 ans[12]
  - Belgique : tous publics (Alle Leeftijden)[8]
  - Québec : tous publics - déconseillé aux jeunes enfants (G - General Rating)[9]

## Distribution
- Sylvie Testud : Amélie
- Kaori Tsuji (VF : Annie Milon) : Fubuki Mori
- Tarō Suwa (VF : Daniel Lafourcade) : Monsieur Saito
- Bison Katayama (VF : Alain Flick) : Monsieur Omochi
- Yasunari Kondō (VF : Damien Boisseau) : Monsieur Tenshi
- Sokyu Fujita (VF : Alain Floret) : Monsieur Haneda
- Gen Shimaoka : Monsieur Unaji
- Heileigh Gomes : Amélie enfant
- Eri Sakai : Fubuki enfant

Carton du doublage français situé après le générique de fin.

## Distinctions
Entre 2003 et 2004, Stupeur et Tremblements a été sélectionné 7 fois dans diverses catégories et a remporté 5 récompenses,.

### Récompenses
- Festival international du film de Karlovy Vary 2003 :
  - Prix de la meilleure actrice pour Sylvie Testud,
  - Mention spéciale pour Alain Corneau
- César 2004 : César de la meilleure actrice pour Sylvie Testud.
- Étoiles d'or du cinéma français 2004 : Étoile d'Or du premier rôle féminin français pour Sylvie Testud.
- Lumières de la presse internationale 2004 : Lumière de la meilleure actrice pour Sylvie Testud.

### Nominations
- Festival international du film de Karlovy Vary 2003 : Globe de cristal pour Alain Corneau.
- César 2004 : Meilleur scénario original ou adaptation pour Alain Corneau.

## Autour du film
Le film étant en langue réelle, les dialogues se déroulent intégralement en japonais (seule la voix off est en français). Sylvie Testud a appris le texte en japonais, langue qu'elle ignorait totalement, durant les trois mois qui précédaient le tournage grâce à une méthode de mémorisation phonétique.